# アクロタトス (スパルタ王)
アクロタトス（古希: Ακρότατος、古代ギリシア語ラテン翻字: Acrotatos、在位：紀元前265年 - 紀元前262年）はアギス朝のスパルタ王である。

## 略歴・人物
アクロタトスは先王アレウス1世の子であり、同名の祖父アクロタトスの孫にあたる。アクロタトスは父の死後、王位に就いた。
アクロタトスはまだ王位についてなかった頃、アレウスの叔父クレオニュモスの妻ケリドニスと姦通した。この事件によって寝取られ男として不名誉を被り、さらに王位を得られなかった失望によってクレオニュモスは自らが王にならんとして紀元前272年にエピロス王ピュロスに援軍を要請し、ピュロスはそれに応じて歩兵25000、騎兵2000、象24頭を率い、スパルタに攻め込んだ。その時、王のアレウスは軍を率いてクレタに出払っており、アレウスの帰還までのスパルタの防衛はアクロタトスに負う所が大きかった。アクロタトスはスパルタ市の防戦で奮戦し、アレウスの帰国とアンティゴノス2世からの援軍の到着まで持ちこたえた。
その後、王位に就いたアクロタトスは即位から間もない年にメガロポリスに侵攻し、僭主アリストデモスと戦い、戦死した。その時ケリドニスは身ごもっており、彼の死後生まれたアレウス2世が王位を継いだ。
アクロタトスはスパルタの風習の単純さを損なったとして歴史家のピュラルコスによって批判された。

## 註
1. ↑  プルタルコス, 「ピュロス」, 26
2. ↑  ibid, 28-29
3. ↑  パウサニアス, VIII, 27, 11
4. ↑  パウサニアス, III, 6, 6